# Frederickus
Frederickus is een geslacht van spinnen uit de familie hangmatspinnen (Linyphiidae).

## Soorten
De volgende soorten zijn bij het geslacht ingedeeld:
- Frederickus coylei Paquin et al., 2008
- Frederickus wilburi (Levi & Levi, 1955)